# 카시쿨락스카야 동굴
카시쿨락스카야 동굴(러시아어: Кашкулакская пещера)은 러시아 하카스 공화국 시린스키 군에 위치한 동굴이다. 동굴은 약 20m 깊이의 수직으로 연결된 3개의 층이 있으며, 동굴의 깊이는 49m, 통로의 총 길이는 820m이다. 1904년 러시아의 지질학자 알렉세이 자이체프의 저서에서 인근의 튜림 강의 이름을 딴 투림스코이 동굴(러시아어: Туримской пещера) 이라는 이름으로 문헌상 처음으로 언급되었다.
동굴의 입구 부분은 지난 2천년 동안 샤만들의 제사 장소로 사용되었으며, 신비한 이미지로 2000년대 초부터 관광 명소가 되었다. 1965년에 대학생 20명이 동굴 탐사 도중에 2명만 생존하고 18명이 사망하거나 실종된 검은 악마 동굴로도 알려져 있다.